# Perotis scabra
Perotis scabra là một loài thực vật có hoa trong họ Hòa thảo. Loài này được Willd. ex Trin. mô tả khoa học đầu tiên năm 1824.